# Capital constante
Capital constante é um conceito utilizado por Karl Marx, no seu livro O Capital, em que ele coloca que capital constante é a parte do capital se transforma em matérias primas, em matérias auxiliares, isto é, em meios de produção.
O capital constante se constitui de duas partes: o meio de trabalho, tem uma característica particular pois enquanto as matérias primas e auxiliares se incorporam inteiramente no produto, o meio de trabalho vai se desgastando aos poucos e passando assim seu valor para a mercadoria, enquanto a outra parte permanece fixa até desaparecer. Essa particularidade lega ao capital investido a forma de capital fixo,e todo o resto de capital líquido ou capital circulante.
No livro de Rosa Luxemburgo é feita uma ligação de conceitos entre capital constante e capital fixo (de Adam Smith).